# C/2014 W3 (PANSTARRS)
C/2014 W3 (PANSTARRS) — одна з параболічних комет.